# Sut Sutthisanronnakon

Sut Sutthisanronnakon (ca. 1959)

Sut Sutthisanronnakon (thailändisch สุทธิ์ สุทธิสารรณกร), mit feudalem Ehrennamen Luang Sutthisanronnakon (auch Sudhisarn Ronakara, Sudhisarn-Ronnakorn, Sudhisarn Ronnakarn oder Sudhisararonakara geschrieben; หลวงสุทธิสารรณกร; * 31. Januar 1901 in Bangkok als Sut Sukhawathi; † 17. April 1968) war ein thailändischer Heeresoffizier (General) und Politiker. 1957 war er Präsident der thailändischen Nationalversammlung sowie von 1959 bis 1968 Präsident der Verfassunggebenden Versammlung.

## Leben
Sut Sukhawathi trat 1922 in das Königliche Heer der siamesischen Streitkräfte ein und wurde im Mai 1922 zum 4. Artillerieregiment sowie im Mai 1927 zum 1. Artillerieregiment versetzt. Im Mai 1932, wenige Wochen bevor die „Siamesischen Revolution“ die absolute Monarchie beendete, bekam er den Feudaltitel Luang verliehen. Im August 1932 wechselte er zum Artillerieausbildungskommando und wurde im April 1940 Chef des Stabes der Phayap-Armee, ehe er von 1941 bis 1944 stellvertretender Kommandeur der 4. Infanteriedivision war. Nachdem er zwischen 1944 und 1945 stellvertretender Kommandeur der Phayap-Armee war, übernahm er 1945 den Posten als Kommandeur der 4. Infanteriedivision und danach im Mai 1945 als Leiter der Personalabteilung des Heeres.
Im Januar 1946 wurde er Kommandeur der 2. Infanteriedivision und verblieb bis Januar 1948 in dieser Verwendung, woraufhin er erneut Leiter der Personalabteilung des Heeres wurde. Im Oktober 1948 wurde er stellvertretender Kommandeur und Chef des Stabes der Heeresakademie und anschließend im Juni 1950 Offizier im Generalstab des Heeres.
Am 30. November 1951 wurde Sut erstmals Mitglied der Nationalversammlung, der er bis zum 18. September 1957 angehörte. Zugleich blieb er aktiver Militär. Im Mai 1954 wurde er Assistent des Chefs des Generalstabes des Heeres und dann im September 1954 stellvertretender Chef des Generalstabes. Vom 20. September bis 14. Dezember 1957 war er als Nachfolger von General Phra Prachonpachanuk Präsident der Nationalversammlung.
Nach dem Putsch von Feldmarschall Sarit Thanarat – der sogenannten „autoritären Revolution“ – wurde Sutthisanronnakon am 3. Februar 1959 Mitglied der Verfassunggebenden Versammlung, deren Präsident er ab dem 6. Februar 1959 war. Im Januar 1960 wurde Sut zusätzlich stellvertretender Oberbefehlshaber des Heeres. Das Amt des Parlamentspräsidenten hatte er pro forma bis 1968 inne, faktisch war Thailand zu dieser Zeit aber eine strikte Militärdiktatur ohne echtes Parlament. Die „Verfassunggebende“ Versammlung hatte in der Realität die Funktion, dass Ministerpräsident Sarit sich über Ernennungen in dieses Gremium die Loyalität von untergebenen Militärs und Bürokraten sichern konnte. Eine neue Verfassung arbeitete sie nicht aus. Sarit und – nach dessen Tod 1963 – sein Nachfolger Thanom Kittikachorn regierten uneingeschränkt durch Dekrete.
1968 wurde eine neue Verfassunggebende Versammlung einberufen, diesmal wirklich mit dem Ziel, eine (wenngleich nicht sonderlich demokratische) Verfassung auszuarbeiten. Sut stand diesem Gremium bis zu seinem Tod vor. Das Inkrafttreten der neuen Verfassung im Mai 1968 erlebte er nicht mehr. Thawi Bunyaket trat seine Nachfolge als Präsident der Versammlung an.
Für seine langjährigen politischen und militärischen Verdienste wurde er unter anderem mit dem Orden von Chula Chom Klao, dem Weißen Elefantenorden, dem Orden der Krone von Thailand und der Siegesmedaille ausgezeichnet.

## Weblink
- Eintrag in Generals.dk